# Kalundborg Øst Station
Kalundborg Øst Station med undernavnet Biotekbyen, er en jernbanestation på Nordvestbanen i det østlige Kalundborg. Stationen er et trinbræt, der ligger ved Stejlhøj tæt på de to store virksomheder Novo Nordisk og Novozymes. Station er anlagt for at gøre det nemmere for pendlere, som arbejder i Kalundborg men bor i København, at komme der til.
Baggrunden for anlæggelsen er en aftale mellem partierne S, R, DF og SF, som stod bag trafikforliget fra 2012 om bedre og billigere kollektiv trafik. Den 22. maj 2015 blev de enige om at afsætte ca. 16. mio. DKK til en ny station i det østlige Kalundborg. Kalundborg Kommune skulle selv stille med de sidste ca. 9 mio. DKK til bl.a. at få lavet forplads og parkeringsanlæg.
De forberedende arbejder til stationen begyndte i september 2018, og i oktober begyndte arbejdet med at etablere en 160 meter lang perron med læskure, bænke og skilte. Stationen blev indviet 8. december 2018 og åbnede for almindelig drift ved køreplansskiftet dagen efter. I 2019 blev  der etableret en gangbro fra stationen til Novo Nordisks område på den sydlige side af banen.

## Togforbindelser
Stationen betjenes på hverdage, uden for myldretiden med:
- 1 tog pr. time mod Kalundborg
- 1 tog pr. time mod København H / Østerport